# 衣笠景延
衣笠 景延（きぬがさ かげのぶ）は、戦国時代から江戸時代前期にかけての武将。福岡藩士。端谷城主。黒田二十四騎の一人。

## 略歴
小寺氏から与力として黒田氏に移り、黒田職隆に小姓として仕えた。天正5年（1577年）の英賀合戦の際に包囲された栗山利安を救い、旧主小寺家への使者を務める。小寺政職の死後、黒田孝高の命により遺児・氏職を探し出し、播磨国に連れ帰った。
天正15年（1587年）の豊前一揆では、姫隈城の日熊直次を降した。文禄・慶長の役では後藤基次と先鋒についた。慶長5年（1600年）の関ヶ原の戦いでは松山城を守備。慶長6年（1601年）、黒田氏が筑前国に入国した後に、中老並みの3,000石を拝領。
寛永8年（1631年）3月18日、死去。享年85（79歳とも）。
智謀、歌道に秀でた。